# Quantificatore universale (simbolo)
Il quantificatore universale è un simbolo scientifico, largamente usato in diversi campi della matematica (soprattutto in insiemistica e in logica); il ∀ viene detto quantificatore perché serve a indicare la grandezza o l'estensione di una affermazione ed universale perché l'estensione indicata è sempre totale: non per nulla, infatti, esso ha lettura "per ogni". La sua forma è quella di una lettera A maiuscola capovolta: ciò si deve all'iniziale della parola inglese All, che in italiano significa tutto.

## Storia e utilizzo
Il quantificatore universale fu inventato nel 1879 insieme a quello esistenziale da Gottlob Frege, celebre matematico del XIX secolo; egli si era posto il problema di tramutare in linguaggio matematico le proposizioni logiche aristoteliche che possedevano aggettivi come "tutti" e "qualche", non direttamente "traducibili".
Nonostante l'ideazione del concetto di quantificatore universale si debba dunque a Frege, furono Peirce e Peano ad inventare il simbolo ∀ utilizzato tutt'oggi: l'ideatore adoperava una scrittura diversa, che non sarebbe mai più stata sfruttata in seguito.
Come già detto sopra, l'uso del quantificatore universale è limitato alla matematica: esso viene adoperato in diversi tipi di proposizioni con il significato di per ogni, per ciascuno, per ognuno, qualunque; un esempio è il seguente
{\displaystyle \forall x\quad \exists y|x^{2}\,=\,y}
che si legge "per ogni x esiste una y tale che x al quadrato è uguale a y". Esistono naturalmente numerosissimi altri casi che vedono il ∀ adoperato, ad esempio, insieme agli altri simboli della logica matematica (come et, vel o non).